# محمد باقر الحسيني
محمد باقر علي الحسيني ( 8 ديسمبر 2002) هو لاعب كرة قدم لبناني يلعب في مركز قلب الدفاع لنادي القوة الجوية

## مهنة النادي
ظهر الحسيني لأول مرة مع العهد خلال موسم الدوري اللبناني الممتاز 2020–21. تمت إعارته إلى شباب برج خلال موسم 2021–22. في 15 يوليو 2022، انتقل الحسيني إلى الصفاء على سبيل الإعارة لمدة عام، وفي 30 مايو 2023، انضم إلى البرج على سبيل الإعارة لمدة عام واحد.

## مهنة دولية
لعب الحسيني مع منتخب لبنان تحت 23 عامًا، وشارك في بطولة اتحاد غرب آسيا لكرة القدم 2023. ظهر لأول مرة مع الفريق الأول في 30 ديسمبر 2022، في خسارة ودية 1-0 أمام الإمارات العربية المتحدة.

## الإحصائيات المهنية

### دولية
آخر تحديث لعب مباراة في 10 مارس 2023.
| الفريق الوطني | سنة     | الظهور | الأهداف |
| ------------- | ------- | ------ | ------- |
| لبنان         | 2022    | 1      | 0       |
| لبنان         | 2023    | 1      | 0       |
| المجموع       | المجموع | 2      | 0       |

## روابط خارجية
- محمد باقر الحسيني على فرق كرة القدم الوطنية.كوم
- محمد باقر الحسيني  على سكروي